# 21644 Vinay
21644 Vinay è un asteroide della fascia principale. Scoperto nel 1999, presenta un'orbita caratterizzata da un semiasse maggiore pari a 2,4140412 UA e da un'eccentricità di 0,2099255, inclinata di 9,09345° rispetto all'eclittica.